# 犬山市立楽田小学校
犬山市立楽田小学校（いぬやましりつがくでんしょうがっこう）は、愛知県犬山市の公立小学校。

## 歴史

### 年表
- 1872年（明治5年）6月14日 - 義校として創立。
- 1885年（明治18年）5月1日 - 学伝学校に改称。
- 1911年（明治44年）9月10日 - 楽田尋常小学校に改称。
- 1941年（昭和16年）4月1日 - 楽田国民学校に改称。
- 1947年（昭和22年）4月1日 - 楽田村立楽田小学校に改称。
- 1954年（昭和29年）4月1日 - 犬山市立楽田小学校に改称。

### 沿革

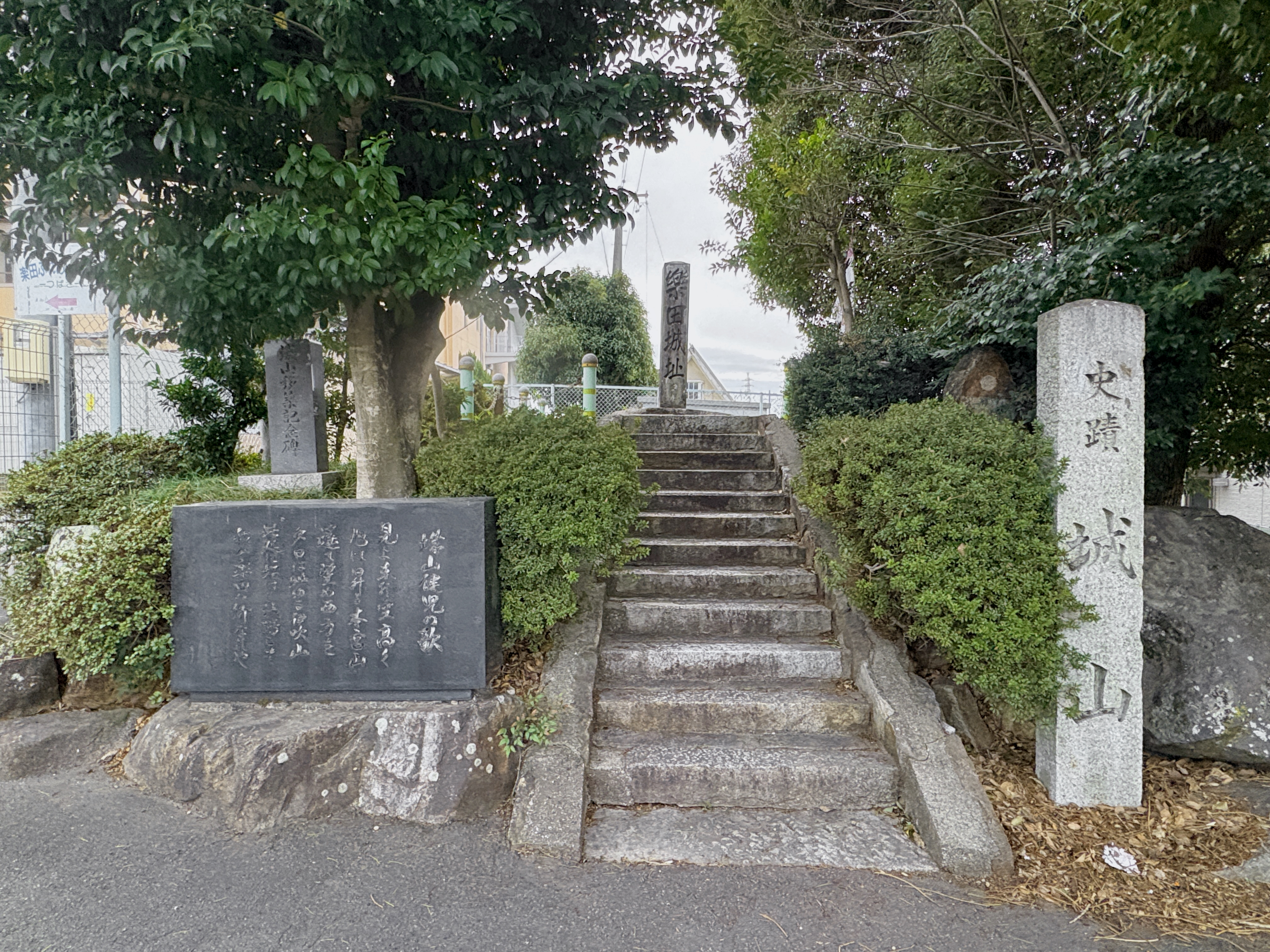
楽田城址

1872年（明治5年）6月14日に松山庄七による義校（民間の寄付金により設立された初等学校）として開設され、1885年（明治18年）5月1日には学伝学校に改称した。1908年（明治41年）4月1日には男女別学制が敷かれ、男子尋常高等小学校が楽田城址の現在地に移設された。1911年（明治44年）9月10日には楽田尋常小学校に改称した。1926年（大正15年）には校舎を増築して運動場を拡張し、1933年（昭和8年）には講堂が竣工した。1941年（昭和16年）4月1日には国民学校令が施行され、楽田国民学校に改称した。
戦後の1947年（昭和22年）4月1日には楽田村立楽田小学校に改称した。1954年（昭和29年）4月1日には楽田村・犬山町・羽黒村・城東村・池野村の1町4村が合併して犬山市が発足し、楽田村立楽田小学校は犬山市立楽田小学校に改称した。1967年（昭和42年）9月14日にはプールが竣工した。1969年（昭和44年）3月30日には体育館が竣工した。1973年（昭和48年）には校歌が制定され、1974年（昭和49年）には校歌碑が建立された。
学区内での宅地開発の影響で、1970年（昭和45年）頃からは児童数が急激な増加を見せた。1965年（昭和40年）に約600人だった児童数は、1975年（昭和50年）には1,000人を超え、1980年（昭和55年）には1,300人を超えている。1974年（昭和49年）からは校舎の新築と増築、運動場の拡張工事が行われ、1978年（昭和53年）3月20日には新校舎が竣工した。この過程で1982年（昭和55年）には楽田城の天守台跡が移設された。今日では移築した碑と土塁がわずかに残るのみであるものの、楽田城址には休日になるとキャメラを構えた歴史愛好家が訪れる。
1982年（昭和57年）には創立110周年記念式典を挙行し、『楽田小学校110年誌』を発行した。1983年（昭和58年）3月10日には南館の増築工事が完了した。2001年（平成13年）4月1日には体育館の一角に犬山市立図書館の分館である楽田ふれあい図書館が開設された。

### 児童数の変遷
『愛知県小中学校誌』（2018年）によると、児童数の変遷は以下の通りである。
| 1947年（昭和22年） | 662人  |  |
| 1957年（昭和32年） | 707人  |  |
| 1967年（昭和42年） | 621人  |  |
| 1977年（昭和52年） | 1175人 |  |
| 1987年（昭和62年） | 1162人 |  |
| 1997年（平成9年）  | 605人  |  |
| 2007年（平成19年） | 855人  |  |
| 2017年（平成29年） | 635人  |  |

## 特徴
2013年度（平成25年度）の学校規模は、児童数が740名、学級数が26学級、PTA会員数が563世帯である。ペルー国籍や中国国籍の非日本人児童も在籍している。校訓は「強く 明るく 正しく」。
校庭には景観重要樹木に選ばれている樹齢150年のセンダンの樹がある。9月には校庭で「楽田地区運動文化祭」が開催され、小学校と地域の交流の場となっている。

## 校区
犬山市の南部に位置し、丘陵と田園が広がる緑豊かな地域にある。最寄駅は名鉄小牧線楽田駅。校区には尾張国二宮である大縣神社や、愛知県第二の規模を持つ青塚古墳などがあり、歴史を肌で感じる校区である。近隣には天理教楽田分教会がある。